# 24 Hrs
24 Hrs (estilizado como 24 HRS) é o quinto álbum de estúdio do cantor britânico Olly Murs, foi lançado pela RCA Records e Sony Music no dia 11 de novembro de 2016 no Reino Unido.
O álbum trouxe como primeiro single "You Don't Know Love" e segundo "Grow Up" no top 20 do Reino Unido. Comercialmente, o álbum estreou no topo do UK Albums Chart, dando a Murs o seu quarto álbum número um no Reino Unido. [1]